# Água Izé
Água Izé est une localité de Sao Tomé-et-Principe située sur la côte est de l'île de Sao Tomé, dans le district de Cantagalo. C'est une ancienne roça.

## Population
En 2008, sa population est estimée à 1 190 habitants.

Lors du recensement de 2012, on y a dénombré 1 255 personnes.

## Roça
C'est l'une des roças les plus emblématiques de l'archipel, à la fois par son histoire et par sa taille.
Photographies et croquis réalisés en 2011 et 2014 mettent en évidence la disposition des bâtiments, leurs dimensions et leur état à cette date.
- Infrastructures de l'ancienne roça.

"Infrastructures
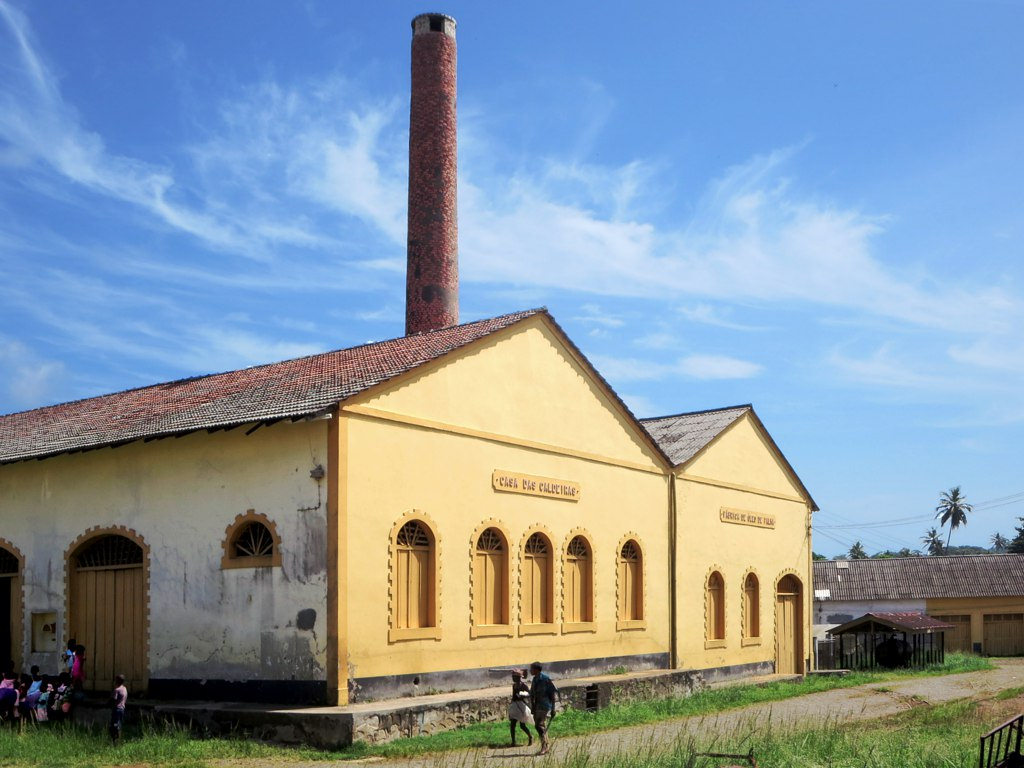
Casa das Caldeiras.
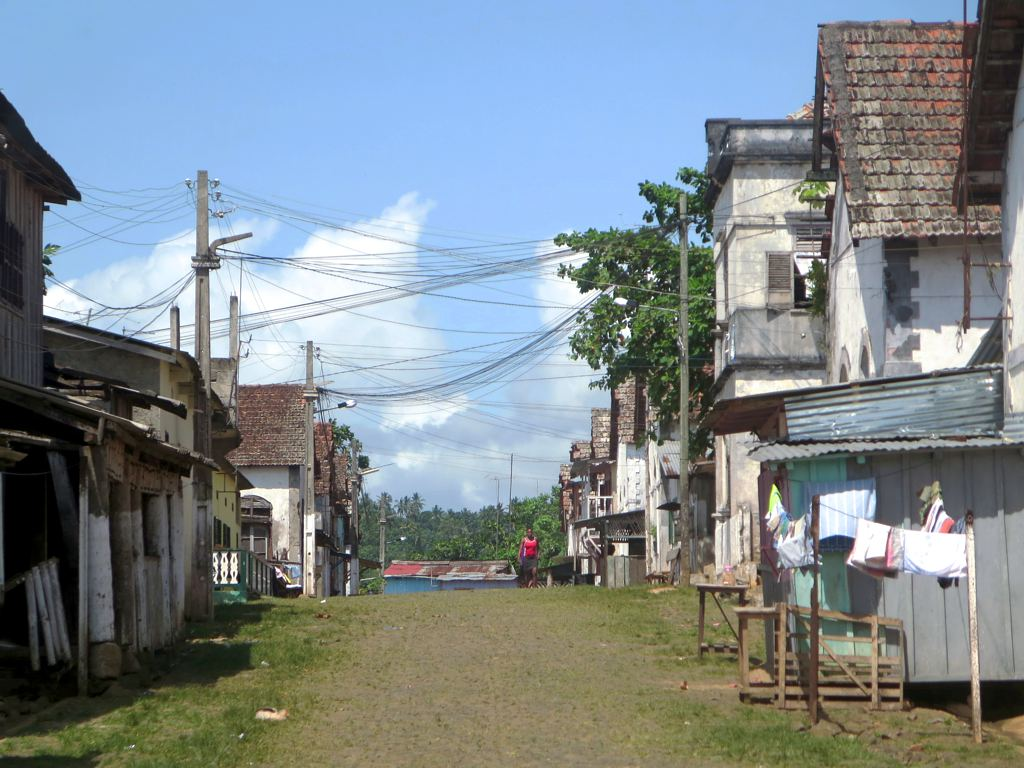
Logements des ouvriers.
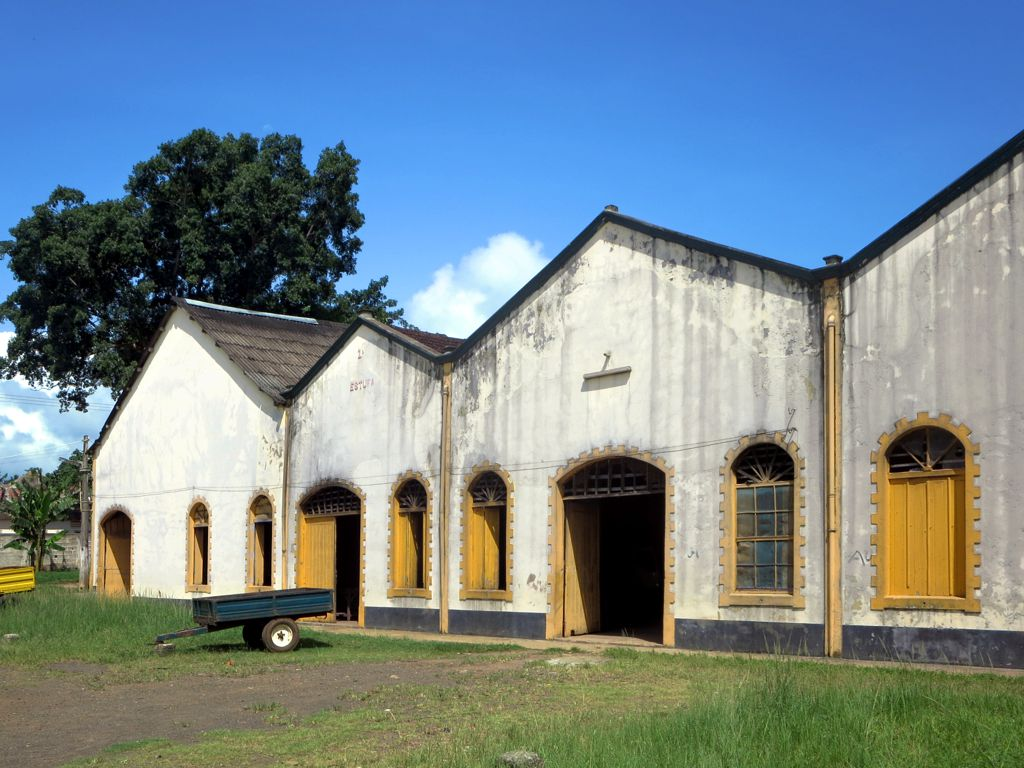
Entrepôts de cacao.
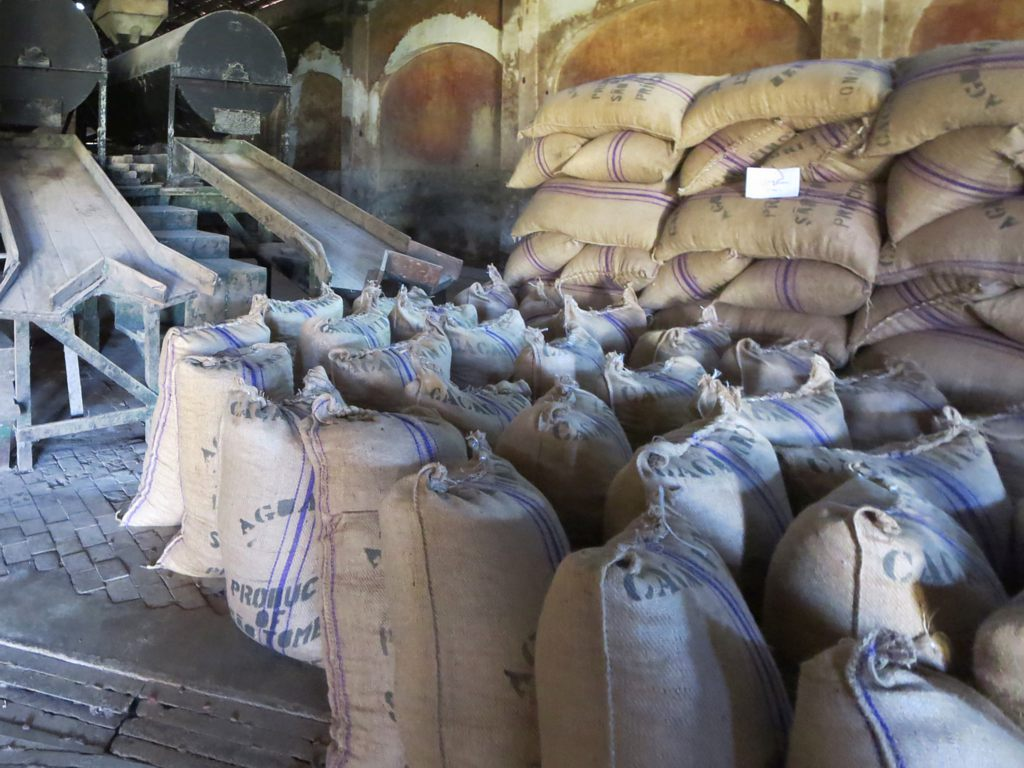
Sacs de fèves de cacao.
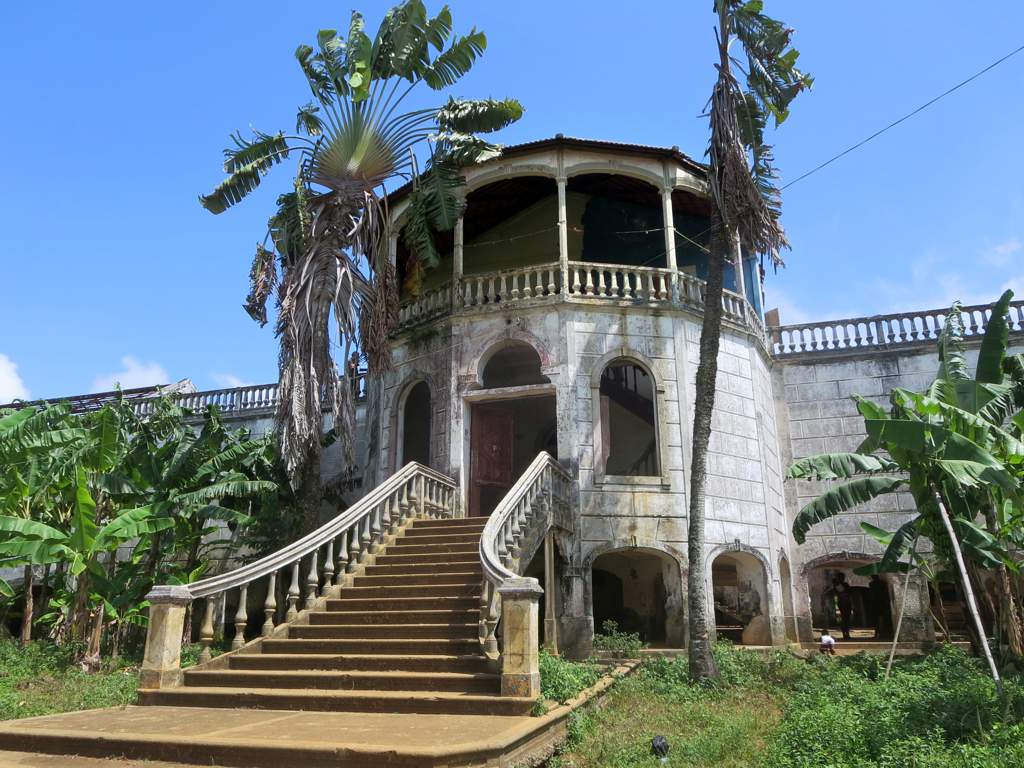
Ancien hôpital.